# Damlos
Damlos er en by og kommune i det nordlige Tyskland, beliggende i Amt Lensahn under Kreis Østholsten. Kreis Østholsten ligger i den østlige del af delstaten Slesvig-Holsten.

## Geografi
Damlos er beliggende i et område med skove og enge omkring 5 km nord for Lensahn. Omkring 7 km nord for Damlos ligger Oldenburg in Holstein.